# Idioma comanche
El comanche (autoglotónimo: nʉmʉ tekwapʉ̲) es una lengua yutoazteca actualmente hablada en la parte occidental de Oklahoma. Durante el siglo XIX, fue utilizado como lengua franca en el sur de las Grandes Llanuras, en la región históricamente llamada Comanchería. En la actualidad, el idioma comanche se encuentra en proceso de revitalización.
El origen de la lengua se remonta al siglo XVIII, cuando los comanches se separaron de los shoshones poco después de que los primeros adquirieran caballos alrededor del año 1705. La lengua comanche y la lengua shoshoni son bastante similares, pero ciertos cambios de consonantes en el comanche han inhibido la inteligibilidad mutua.
A finales del siglo XIX, los niños comanches fueron internados en escuelas residenciales para indígenas americanos donde se les disuadía de hablar su lengua materna, e incluso se les castigaba severamente por hacerlo. La mayor parte de la segunda generación creció hablando inglés, reduciendo drásticamente el número de hablantes.
La lengua comanche fue brevemente prominente durante la Segunda Guerra Mundial. Un grupo de diecisiete jóvenes conocidos como Comanche Code Talkers fueron entrenados y utilizados por el ejército de los EE. UU. para enviar mensajes que transmitieran información confidencial en idioma comanche para que el enemigo no pudiera descifrarlos.

## Nombre
La palabra "comanche" proviene del ute kɨmantsi "enemigo" o "extraño" (pronunciado [kɨ.ˈman.tsi] o [kɨ.ˈma.tsi]). Es posible que el término pudiera aludir originalmente a una rivalidad no violenta con un pueblo lingüística y culturalmente próximo, ya que comanches y utes comparten origen geográfico y sus lenguas pertenecen ambas al grupo númico. Su propio nombre para el idioma es nʉmʉ tekwapʉ̲, que significa "lengua de la gente".

## Clasificación lingüística

Árbol genealógico de las lenguas númicas

El comanche pertenece a la familia yutonahua (yutoazteca) el cual tiene una división prehistórica en “yutonahua del norte” y “yutonahua del sur”. De la primera rama se desarrollaron cuatro grupos, de los cuales, el grupo “númico” dio origen al comanche.
Algunos lingüistas consideran que los pueblos númicos se expandieron recientemente desde un pequeño núcleo, quizás cerca del valle Owens, hasta su área de distribución actual. Esta opinión está respaldada por estudios léxicoestadísticos. La reconstrucción de Fowler de la etnobiología proto-númica también señala a la región del sur de Sierra Nevada como la tierra original del proto-númico hace aproximadamente dos milenios.
Grupos de shoshones orientales se separaron del núcleo principal shoshón a finales del siglo XVII o principios del siglo XVIII y se trasladaron al sureste hacia las Grandes Llanuras. Los cambios en su variante dialectal finalmente desarrollaron el idioma comanche en décadas posteriores.

## Historia
Los antepasados de los comanches, en un inicio integrantes de las comunidades de shoshones del este, se separaron alrededor del año 1700. Con la adquisición de los caballos, se adentraron en las Grandes Llanuras, dejando atrás su territorio original. El proceso de separación de los comanches de los shoshones marcó el comienzo de una identidad cultural propia y una lengua distinta. Desde la década de 1750, fueron el pueblo indígena dominante del norte del Virreinato de Nueva España, difundiendo su lengua y su cultura en la región.

Entre los primeros registros escritos de vocabulario comanche se encuentra la Noticia de los capitanes comanches del año 1786, donde se documentan los nombres de varios capitanes comanches presentes en los pueblos de Santa Fe y Pecos, con su traducción al español. Este texto muestra una clara evidencia de que el comanche de esa época conservaba los grupos de consonantes nasales que posteriormente se simplificaron mediante la pérdida de las nasales.

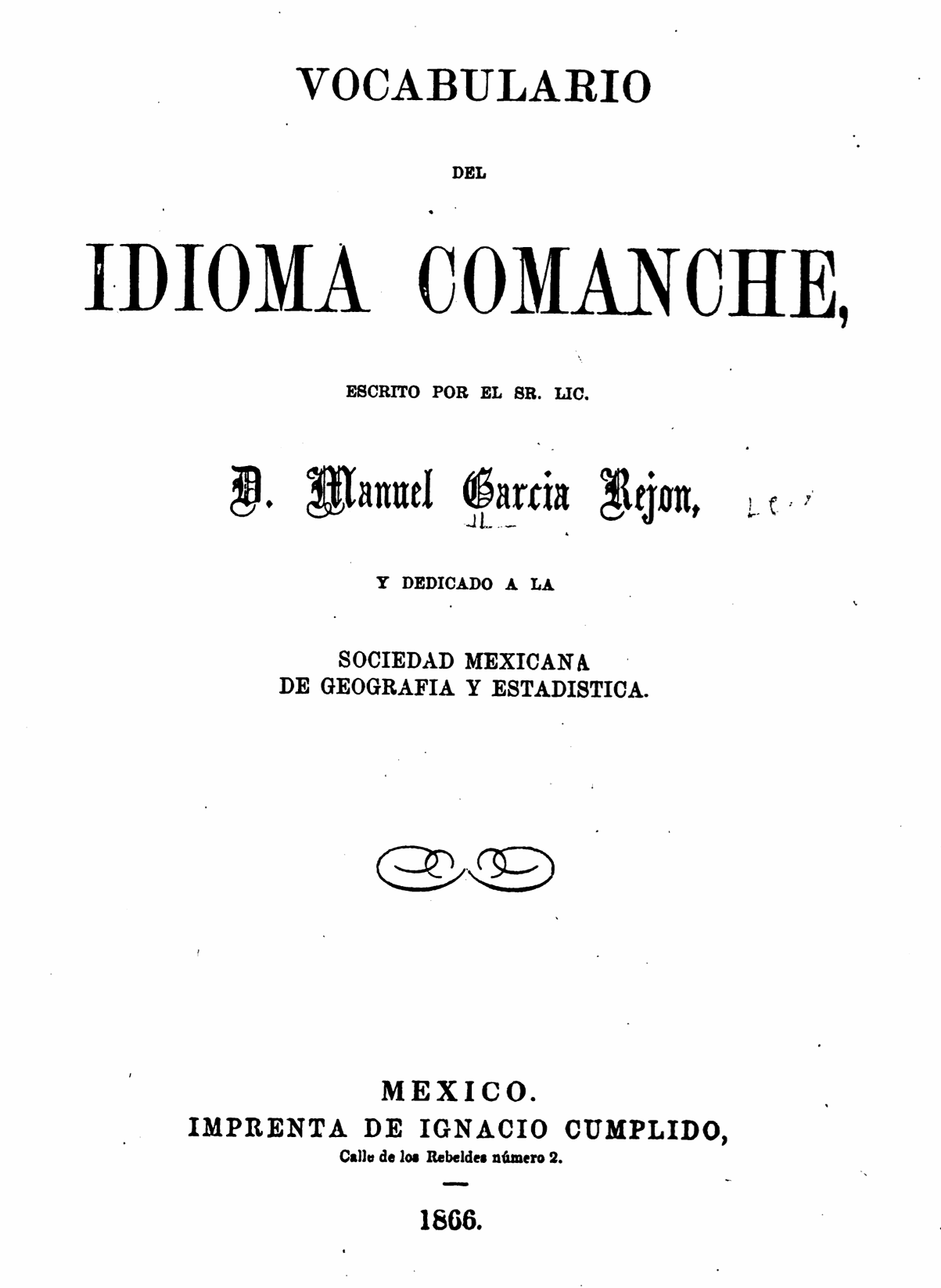
Portada del Vocabulario del idioma comanche.

En la segunda mitad del siglo XIX, Manuel García Rejón, entonces secretario general de gobierno de Nuevo León, escribió el Vocabulario del idioma comanche, un pequeño diccionario que contribuyó al estudio de la lengua, que en aquel tiempo era hablada en la región fronteriza de Nuevo León, Nuevo México y Texas. Su fuente de información fue un joven cautivo que le había sido confiado en 1861 para la creación de su obra, la cual sería publicada de manera póstuma en 1865 por la Sociedad Mexicana de Geografía y Estadística.
A finales del siglo, en Estados Unidos, numerosos niños comanches fueron separados de sus familias y enviados a escuelas residenciales donde el inglés era la lengua principal de instrucción. Se les castigaba por hablar en comanche, lo que resultó en una rápida pérdida de su lengua materna y generó un desplazamiento lingüístico.
Aunque el comanche había sido utilizado en batalla durante la Primera Guerra Mundial, no fue hasta la Segunda Guerra Mundial que se estableció un sistema de codificación organizado. Mientras que una máquina militar podía tardar hasta cuatro horas en transmitir y decodificar un mensaje, un codificador comanche podía decodificar el mismo mensaje en menos de tres minutos. Sus códigos nunca fueron interceptados ni descifrados por el enemigo.
A partir de 1948, el lingüista Elliott D. Canonge trabajó en estrecha colaboración con los grupos comanches para documentar su lengua y cultura. En particular, Canonge instruyó a los estudiantes indígenas para que también realizaran su propio trabajo de campo, incluido documentar y hablar el idioma, mientras que muchos de sus contemporáneos solo traducían el texto al inglés.
Hacia la mitad del siglo XX, los ancianos comanches que dominaban el idioma comenzaron a morir a una velocidad preocupante. Al mismo tiempo, la persistente influencia de las escuelas residenciales significaba que los niños no estaban recibiendo educación en su lengua materna ni la escuchaban en sus hogares. No fue sino hasta 1978, con la promulgación de la Indian Child Welfare Act (Ley para el Bienestar de Niños Indígenas), que los padres indígenas lograron el derecho de impedir que sus hijos fueran enviados a esas escuelas.
En 1994, se estableció un sistema de escritura y ortografía estandarizado para el idioma comanche creado por la doctora Alice Anderton, una antropóloga lingüística de la Universidad de Oklahoma. A partir de entonces, se han lanzado al público numerosos libros, diccionarios y recursos educativos que abordan el idioma comanche.
En julio de 2013, había aproximadamente entre 25 y 30 hablantes nativos del idioma, según The Boston Globe. El Comité de Preservación Cultural y de la Lengua Comanche ofrece diccionarios y materiales de aprendizaje de idiomas. El ahora cerrado Comanche Nation College llevó a cabo anteriormente un proyecto de grabación del idioma, ya que el idioma es "principalmente oral" y enfatiza la instrucción para los miembros tribales.
Tan solo nueve años después, ya había menos de nueve hablantes nativos de comanche que lo hablaban con fluidez, y muchos de los antiguos hablantes habían sucumbido a la vejez, problemas de salud o la pandemia de COVID-19. En el año 2022, se estrenó Depredador: La presa, una película de ciencia ficción ambientada en los primeros años del siglo XVIII la cual fue el primer largometraje en tener un doblaje completo en comanche.

## Descripción lingüística

### Fonología
El comanche tiene un inventario de consonantes típico de las lenguas númicas. Los símbolos básicos que aparecen en esta tabla están en el AFI, mientras que las grafías equivalentes en la ortografía del idioma se encuentran a la derecha de estos.
|             | Labial | Dental | Palatal | Velar | Glotal |
| ----------- | ------ | ------ | ------- | ----- | ------ |
| Oclusivas   | p      | t      |         | k kʷ  | ʔ      |
| Africadas   |        | ts     |         |       |        |
| Fricativas  |        | s      |         |       | h      |
| Líquida     |        |        |         |       |        |
| Nasales     | m      | n      |         |       |        |
| Semivocales |        |        | j ⟨y⟩   | w     |        |

También tiene un inventario vocal numérico típico de seis vocales. Asimismo, existe el diptongo común /ai/. El comanche distingue las vocales por su longitud. Las vocales pueden ser largas o cortas. Las vocales largas nunca son sordas y en la ortografía se representan como (aa, ee, ii, oo, uu, ʉʉ). Un ejemplo de vocal larga es la (ee) en [wakaréʔeː] 'tortuga'. Las vocales cortas se pueden alargar cuando se acentúan.
Las vocales cortas pueden ser sonoras o sordas. Las vocales cortas átonas generalmente se ensordecen cuando siguen /s/ o /h/ y, opcionalmente, cuando están al final de la palabra. Las vocales sordas no son fonémicas y, por lo tanto, no se consideran vocales diferentes. En la ortografía del comanche, estas vocales están marcadas con un macrón suscrito: ⟨a̱, e̱, i̱, o̱, u̱, ʉ̱⟩.
El acento en comanche suele recaer en la primera sílaba. Las excepciones a esta regla, como en las palabras waɂsáasiɂ 'pueblo osage' y aná '¡ay!', están marcadas con un acento agudo. A los efectos de la colocación del acento, los diptongos /ai/, /oi/ y /ui/ actúan como una vocal con una mora. Además, los pronombres posesivos, que sirven como proclíticos, no afectan el acento de una palabra (de modo que nʉ + námi 'mi hermana' conserva su acento en /a/ en námi).
El acento secundario se coloca en la segunda sílaba de una palabra de dos sílabas, la tercera sílaba de una palabra de tres, cuatro o cinco sílabas y la cuarta sílaba de una palabra de seis sílabas.

### Gramática
El comanche se puede clasificar como una lengua polisintética. El orden estándar de las palabras es sujeto-objeto-verbo, pero puede cambiar en dos circunstancias específicas. El tema de una oración, aunque está marcado con una de dos partículas, a menudo se coloca al principio de la oración, desafiando el orden estándar de las palabras. Además, el sujeto de una oración suele colocarse en segundo lugar. Cuando el sujeto es también el tema, como suele ser el caso, termina en la primera posición, preservando el orden de las palabras SOV; de lo contrario, el sujeto quedará en segundo lugar.
Los sustantivos en comanche se declinan según el caso y el número, y el idioma posee un número dual. Como muchas lenguas yutoaztecas, los sustantivos pueden llevar un sufijo absolutivo. Muchos casos también se marcan mediante posposiciones. El paradigma comanche para los sufijos de números nominales se ilustra a continuación:
|         | Sujeto  | Objeto     | Posesivo   |
| ------- | ------- | ---------- | ---------- |
| Dual I  | -nʉkwʉh | -nʉkwʉh-ha | -nʉkwʉh-ha |
| Dual II | -nʉhʉ   | -nihi      | -nʉhʉ      |
| Plural  | -nʉʉ    | -nii       | -nʉʉ       |

Los pronombres personales existen para tres números (singular, dual y plural) y tres personas. Tienen diferentes formas dependiendo de si son o no sujeto u objeto de un verbo, posesivo (incluidas las formas posesivas reflexivas) o objeto de una posposición. Los pronombres plurales en primera persona del comanche tienen formas inclusivas y exclusivas. 
Muchas de las raíces verbales suelen ser suplementarias: los verbos intransitivos son suplementarios para el sujeto singular versus plural y los verbos transitivos son suplementarios para el objeto singular versus plural. Los verbos pueden llevar varios afijos, incluidos los sustantivos incorporados antes de la raíz. La mayoría de los afijos verbales son sufijos, excepto los prefijos que cambian de voz y los prefijos instrumentales.
Además de los afijos verbales, los verbos también pueden complementarse con otros. Aunque en principio los verbos en comanche pueden combinarse libremente, en realidad sólo un puñado de verbos, denominados verbos auxiliares, se combinan frecuentemente con otros. Estas formas toman toda la gama de sufijos de aspecto. Los verbos auxiliares comunes en comanche incluyen hani 'hacer, hacer', naha 'ser, convertirse', miɂa 'ir' y katʉ / yʉkwi 'sentarse'.

## Escritura
El alfabeto comanche fue desarrollado por la doctora Alice Anderton, antropóloga lingüística, y fue adoptado como alfabeto comanche oficial por la Nación Comanche en 1994. El alfabeto es el siguiente:
| Fonemas  | /a/ | [β] /p/ | /e/ | /h/ | /i/ | /k/ | /kʷ/ | /m/ | /n/ | /o/ | [p] /p/ | [ɾ] /t/ | /s/ | [t] /t/ | /t͡s/ | /u/ | /ə/ | /w/ | /j/ | /ʔ/ |
| Alfabeto | A a | B b     | E e | H h | I i | K k | Kw   | M m | N n | O o | P p     | R r     | S s | T t     | Ts   | U u | Ʉ ʉ | W w | Y y | Ɂ   |

Las vocales largas se indican duplicando la vocal: aa, ee, ii, oo, uu, ʉʉ. Las vocales sordas se indican con un subrayado: a̱, e̱, i̱, o̱, u̱, ʉ̱. Cuando el acento no recae en la primera sílaba de la palabra, se marca con acento agudo: kʉtséena 'coyote'.

## Frases de ejemplo
Noo nʉ pʉetsʉ̱ku ʉ punine.
Nos vemos mañana.
Ʉnha nʉ naki̱supanaɂinʉ̱?
¿Tú me entiendes?
Ke nʉ ʉ naki̱supanaɂitʉ.
Yo no te entiendo.
Ʉnha nʉmʉ tekwaɂeyu?
¿Tú hablas comanche?